# Petr Matoušek (plavec)
Petr Matoušek (* 19. září 1966 Brno) je bývalý československý sportovní plavec. 

## Sportovní kariéra
K závodnímu plavání se dostal na ZDŠ Hakenova (dnes ZŠ Milénova), která měla od otevření v roce 1968 k dispozici vlastní plavecký bazén. Po základních kurzech plavání byl vybrán do přípravky Rudé hvězdy Brno k trenéru Vilému Jirůškovi. Při antropologických měřeních v 8 letech měl dokonce lepší parametry než ve stejném věku Miloslav Roľko. Pod vedením Jirůška začal s všestrannou přípravou, největší procento objemového tréninku zabíral kraul. Po zařazení do střediska vrcholového sportu mládeže (SVS-M) u něho trenér Pavel Hübel rozpoznal talent na prsa a vedl ho tímto směrem. Hübel ho charakterizoval slovy: "On je výbušný, vysloveně sprinterský typ".
V roce 1980 se mu nepovedlo srpnové mistrovství světa juniorů ve švédském Skövde a vzápětí odjel na sportovní akci mladých sportovců ze socialistických zemí Družba v maďarském Dunaújvárosi. Na 100 m volný způsob vybojoval zlato a na 100 m prsa skončil druhý za reprezentačním kolegou Igorem Bukovským.
Mezi muži se mu dlouhodobě nedařilo pokořit hranici 67 vteřin (1:07) na 100 m prsa. Poprvé se mu tuto hranici povedlo zdolat v olympijském roce 1984 na březnovém mezistátním utkání s Německem časem 1:06,62. Stále však zůstával reprezentační dvojkou za Miroslavem Milým. Když 14. května vyšlo v tisku oficiální prohlášení o neúčasti Československa na olympijských hrách v Los Angeles Milý ukončil předčasně sezónu. V srpnu 1984 byl nominován jako aktuálně nejlepší prsař na závod Družba 84 v Moskvě, který byl pro sportovce z východního bloku kompenzací za ztracené olympijské hry. Na 100 m prsa nepostoupil časem 1:08,50 z rozplaveb a obsadil celkově 11. místo. V polohové štafetě plaval druhý prsařský úsek a v cíli se mohl radovat ze třetího místo v čase 3:52,44.
Od roku jeho výkonnost stagnovala. V roce 1986 maturoval a na podzim nastoupil základní vojenskou službu u sportovní roty při Rudé hvězdě Praha. Sportovní kariéru ukončil v roce 1988.